# Lezhë

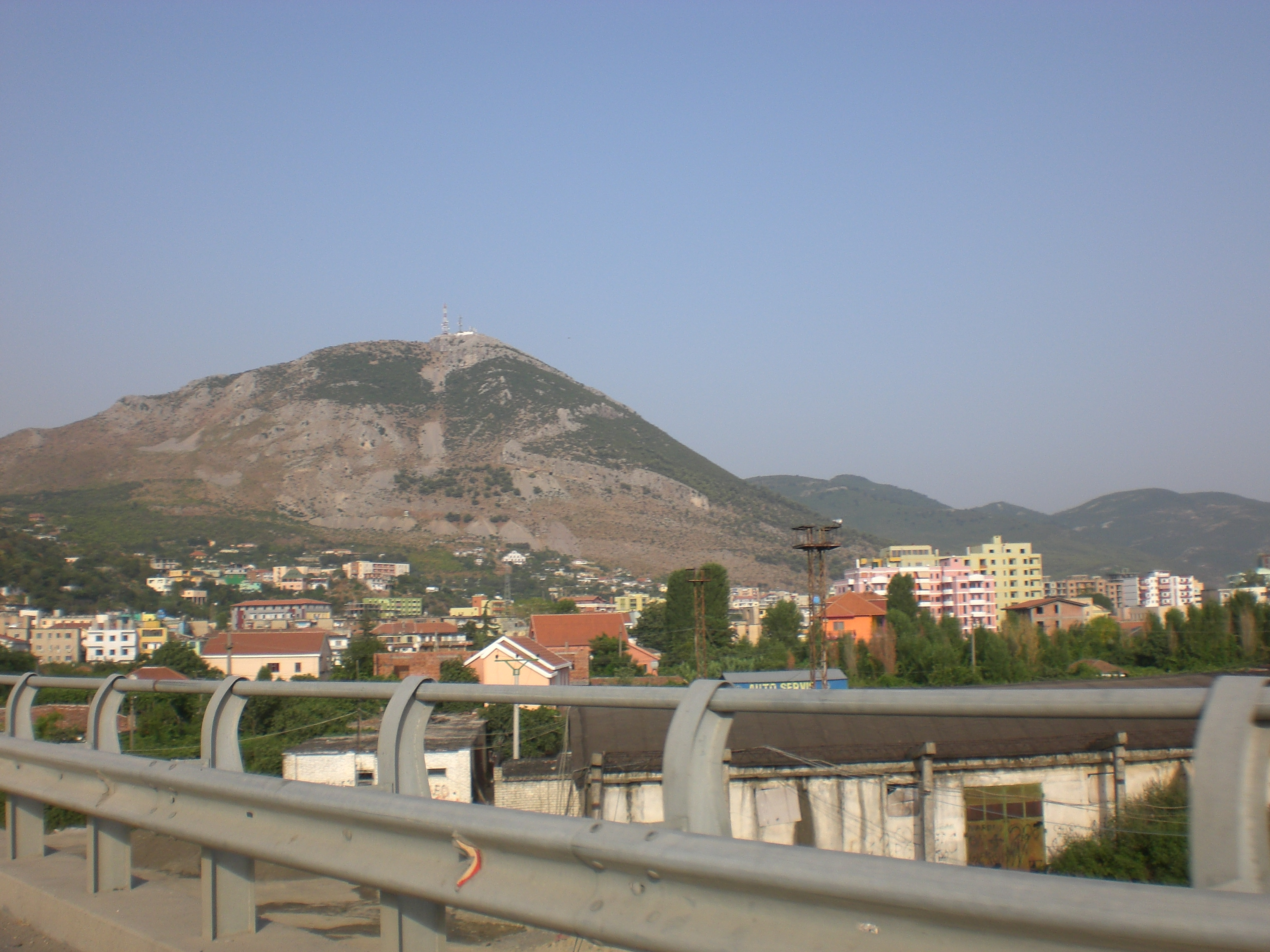
Vista de Lezhë

Lezhë (Albanès: Lezha o Lezhë; italià: Alessio) és una ciutat del nord-oest d'Albània, al districte i comtat del mateix nom a 30 km al sud de Scutari (Shkodër). Té una població estimada el 2009 de 27.500 habitants.

## Història
Per la seva història antiga vegeu Lissus.
La ciutat de Lissus va restar destruïda després del 592. Anna Comnena al segle xii l'esmenta a la seva Alexiada como una fortalesa romana d'Orient poderosa. Al segle xiii va caure en mans dels serbis juntament amb Shkodër, però quan l'imperi serbi es va desmembrar al segle xiv fou part del petit principat albano-serbi de Dukagin; els prínceps la van cedir a la República de Venècia el 1393.
Els venecians la van anomenar Alessió. L'acròpoli antiga, al més alt del dos turons al costat de la ciutat, estava en ruïnes des del 592, i la ciutadella de l'altra turó consta també en ruïnes durant el període venecià i la república va decidir no reconstruir més que les muralles de la vila baixa. arranjament que es va fer entre 1404 i 1430. A Lezhë es va formar la Lliga de Lezhë el 1444, on Gjergj Kastriot Skanderbeg va unir als prínceps albanesos en contra dels otomans. Skanderbeg va morir a la ciutat el 1468 i fou enterrat a la catedral gòtica de Sant Nicolau.
El 1478, en la campanya otomana de Mehmed Fatih contra Shkodër (en turc Iskenderiyya) Alessió fou ocupada i annexionada a l'imperi otomà. Els habitants van fugir amb les seves pertinences caps al vaixells del port i van calar foc a la ciutat. Els otomans la van anomenar Lesh, i la van incloure al sandjak d'Elbasan i el 1485 al d'Iskenderiyya. El 1501 en la guerra entre Baiazet II i Venècia, Lesh fou capturada pels venecians que la van tenir un temps i quan se'n van retirar la van desmantellar; els otomans només van trobar unes ruïnes i van decidir reconstruir l'antiga fortalesa, treball que fou acabat el 1522 sota el sultà Solimà I el Magnífic. Lesh (els austríacs l'anomenaven Lesch) fou una petita vila que vers el 1530 tenia entre 800 i 1000 habitants. El governador d'Iskanderiyya, Kukli Mehmed Beg, va introduir el comerç en caravanes a través de les muntanyes de Lezh a Prizren amb una sèrie de caravanserralls dels quals dos eren a la mateix Lesh. Aquest comerç es va estendre a Prizren i a Salònica. El 1590 consta com una varosh (aglomeració urbana) del sandjak de Dukagin, creat entre vers 1535 i 1545 amb capital a Ipek (Peć) si bé a vegades el sandjakbegi residia també a Lesh. Els italians van anomenar a la nova ciutadella com Castel Nova i a la vila baixa il Borgo. El 1580 la catedral de Sant Nicolau fou confiscada pels otomans i convertida en mesquita. El 1614 la vila tenia 500 famílies turques que vol dir uns 3000 habitants. Ewliya Çelebi la va visitar el 1661/1662 i romania dins el sandjak de Dukagin com a voyvodelik, però era la capital administrativa; la ciutadella tenia una guarnició de 126 homes manada per un dizdar. En aquest temps la ciutat no tenia gaire prosperitat i Çelebi assenyala que les cases eren pobres; la mesquita va quedar abandonada vers 1630/1640 i va restar en ruïnes més de 100 anys fins que al final del segle xviii la va fer restaurar el sultà Selim III. A les reformes administratives dels anys seixanta del segle xix, el sandjak de Dukagin fou suprimit el 1862 i annexionat al wilayat de Scutari del que fou un kada o districte que al final del segle xix, vers 1590, tenia 5.300 habitants i el 1593 consta amb 5.510 habitants, però aquestos nombres d'habitants pel kada corresponen a la població mascle; la proporció era de 4000 cristians i 1500 musulmans i a tot el kada hi havia 31 esglésies i 8 mesquites, i 2 escoles musulmanes i 1 cristiana.

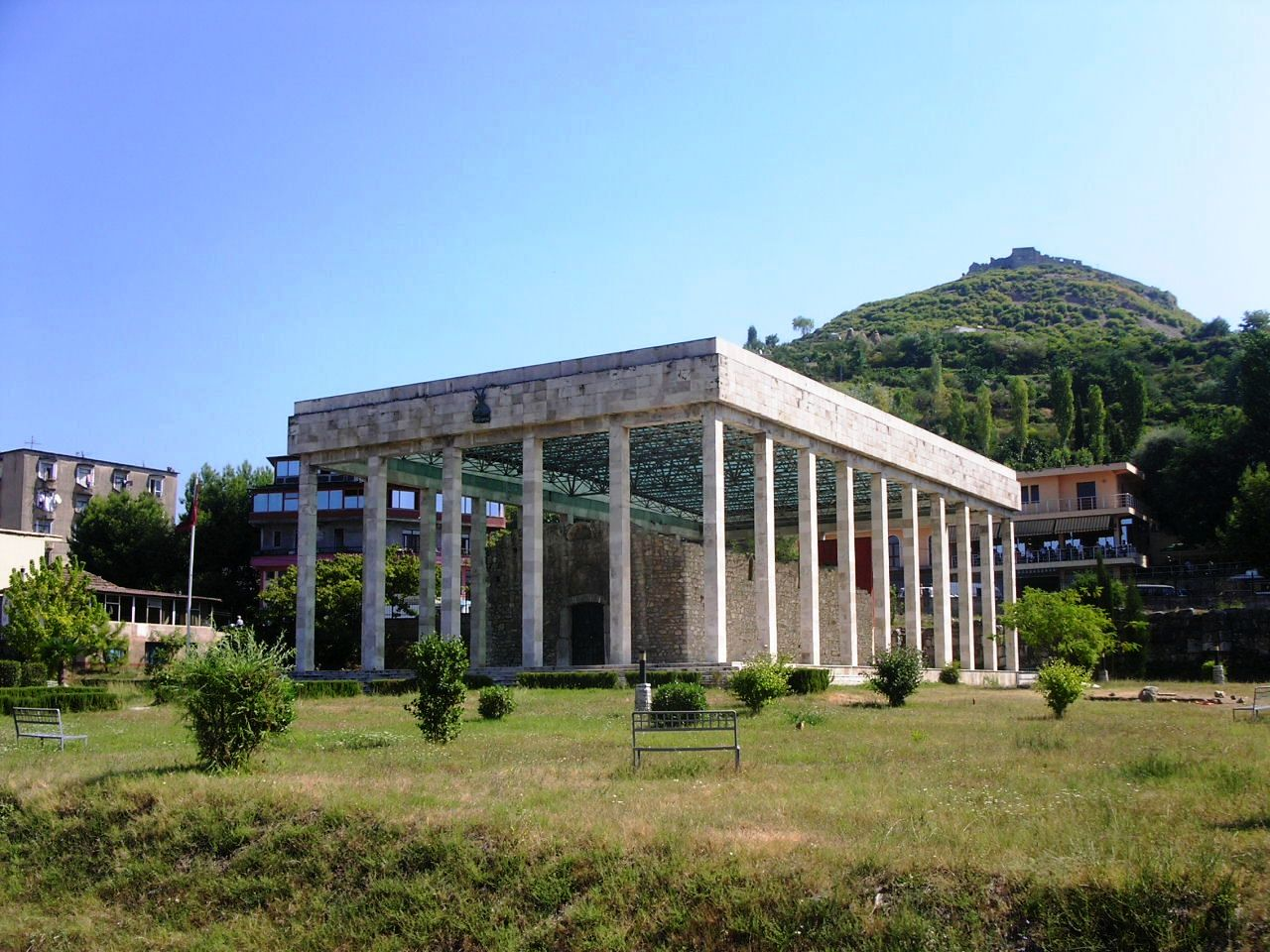
Monument cobrint l'església que té la tomba de Skanderbeg

Va quedar dins Albània el 1913 i va seguir la seva història lligada a Shkodër. El 1970 era encara una petita vila on el centre havia estat una mica modernitzat i l'antiga catedral/mesquita restaurada. El 1978 hi fou descoberta la tomba de Skanderbeg per arqueòlegs albanesos al mig de l'antiga església, just on les cròniques deien que havia de ser. Poc després l'església i la ciutat foren damnades per un terratrèmol. Les restes de l'església van formar un monument a Skanderbeg. El castell otomà encara es conserva.